# Livia De Stefani
Livia De Stefani, née à Palerme (Sicile) le 23 juin 1913 et morte à Rome le 28 mars 1991 est une romancière et poétesse italienne.

## Biographie
Issu d'une ancienne famille palermitaine de riches propriétaires terriens, Livia De Stefani naît le 23 juin 1913. Elle passe son enfance et son adolescence dans le confort de son environnement familial, ce qui est loin de favoriser ses ambitions littéraires. «La future écrivaine mémorise jusqu'aux plus petits détails de sa vie, au point de constituer un héritage existentiel qui prendra forme dans cette galerie lumineuse de personnes et de faits présents dans chaque roman et chaque histoire. Du milieu familial (...) il reste avant tout (...) une marque satirique voire grotesque, frisant assez souvent une sorte de cruauté subtile ».
Le 11 septembre 1930, à seulement dix-sept ans, elle se marie et s'installe à Rome, où elle mène une vie conjugale paisible enrichie par la naissance de trois enfants. Son mari, le sculpteur Renato Signorini (it), ne s'oppose pas à ses aspirations littéraires et son ami Alberto Savinio l'encourage à prendre la plume. Après un recueil de poésie qui aura peu de succès (Preludio, 1940), elle se révèle à 40 ans avec son roman le plus célèbre : La Vigne aux raisins noirs (1953). Par la suite, elle continuera à mettre en avant les différentes facettes de sa « sicilianité » profonde, variée et critique, d'abord à travers le recueil de nouvelles Gli affatturati (1955), puis dans deux autres romans Passione di Rosa (1958) et Viaggio di una sconosciuta (1963).
Le 30 décembre 1966, son mari Renato Signorini décède subitement d'une leucémie. La production littéraire de Livia De Stefani se poursuit avec ses deux derniers romans La signora di Cariddi (1971) et La stella Absenzio (1975). En février 1991, un mois avant la mort de l'écrivaine, Mondadori publie son dernier ouvrage La mafia alle mie spalle, l'histoire de la coexistence entre le chef d'une organisation criminelle et la personne du narrateur, une œuvre qui rappelle à certains critiques le style d'Henry James.

## Style
La Sicile, ou plutôt la « sicilianité », a été déterminante dans les années décisives de sa formation. Elle est dans ses romans est une présence constante, une composante essentielle, plutôt qu'une matière d'idées narratives. L'autrice elle-même a tenu à le déclarer, voulant implicitement souligner son autonomie par rapport aux modèles néoréalistes de son temps. Quelle que soit leur origine sociale - aristocratie, haute bourgeoisie, monde paysan - un destin tragique plane toujours sur chacun de ses protagonistes.
Avec son dernier ouvrage La mafia alle mie spalle, paru l'année même de sa mort, elle fait de nouveau allusion au thème de la mafia sicilienne dans une tonalité différente de ce qu'elle avait fait dans son premier roman La Vigne aux raisins noirs. L'autrice tente ici d'expliquer le phénomène criminel dans le cadre d'un monde patriarcal féroce et toujours d'actualité : « violent, fermé, autoritaire et protecteur, avec le culte de son propre pouvoir et la soumission des autres ». Une condamnation claire, qui semble convenir à la personnalité de l'écrivaine.

## Publications
- Preludio (poesie), Palerme, Ciuni, 1940.
- La vigna di uve nere, Milan, Mondadori, 1953.  (ISBN 8876381376)
  - La Vigne aux raisins noirs, traduction d'Isabelle Thibault et Pierre Syve, Paris, Seuil, 1958
- Gli affatturati (récit), Milano, Mondadori, 1955.  (ISBN 8869931323)
- Passione di Rosa, Milan, Mondadori, 1958.
- Viaggio di una sconosciuta, Milano, Mondadori, 1963.
- La signora di Cariddi, Milan, Rizzoli, 1971.
- La stella Assenzio, Milan, Rizzoli, 1975.
- La mafia alle mie spalle, Milan, Mondadori, 1991.
- Viaggio di una sconosciuta  (ISBN 8899729182), Rome, Cliquot, 2018.